# Hempel (Familienname)
Hempel ist ein Familienname patronymischen Ursprungs. Der Familienname Hempel beziehungsweise Hampel geht auf den süddeutschen Taufnamen Heimpel zurück, der wiederum eine Kurz- oder Koseform des altdeutschen Heimprecht darstellt, der sich aus den germanischen Rufnamen Haganbert, Haginbold oder Heinprecht ableitet.
Er wird in einer Vielzahl von Varianten und Schreibweisen geführt, beispielsweise Heimpel, Hemple, Hemphill, Heppel, Hempe, Hampe, Hampel oder Hämpel.

## Verbreitung
In Deutschland tragen etwa 15.000 Personen diese Namen. Hempel gehört damit zu den 500 am häufigsten geführten Familiennamen. Am stärksten vertreten ist er in Sachsen (in der Oberlausitz).
In Österreich führen nur etwa dreißig, in der Schweiz etwa 20 Familien den Namen Hempel, in den USA sind es etwa 1200 Personen, überwiegend in Texas.

## Sonstiges

### Geadelte Familien
Fünf Familien mit dem Namen Hempel wurden vor oder um das Jahr 1800 geadelt. Die schwedische (geadelt 1719), die bayrische (1752), die polnische (1790) und die preußische (1806) sind erloschen. Die aus Schwaben stammende, 1798 geadelte Familie der „Ritter von Hempel“  existiert noch heute in Österreich. Ihr gehört unter anderem Josef von Hempel an.

### Hampel als Abwandlung des Familiennamens
Für den Familiennamen Hampel sind folgende Nobilitierungen nachweisbar: Baron von Hampel (17. Jh. Chur-Brandenburg), Edler von Hampel (19. Jh. Kaiserreich Österreich), Hampel Edler von Finkenfeld (19. Jh. Königreich Böhmen), Hampel von Waffenthal (18. Jh. Königreich Böhmen) und Hampel von Szatureö (19. Jh. Königreich Ungarn).

### Wie bei Hempels unterm Sofa
Der Ursprung der deutschen Redewendung „wie bei Hempels unterm Sofa“, die auf große Unordnung hinweist, ist nicht eindeutig herleitbar. Sie wird unter anderem mit einem Berliner Schauspieler Hempel in Verbindung gebracht. Ein weiterer Ursprung dieses Sprichworts ist eine Erzählung vom Sohn des Zoodirektors und Völkerschauausrichters Carl Hagenbeck über eine unordentliche Schaustellerfamilie. Wegen des negativen Rufes der Angehörigen der Völkerschauen achtete Carl Hagenbeck auf akkurate Sauberkeit und extreme Ordentlichkeit bei den Wohnbereichen der Familien. Nach dieser Erzählung des Sohnes von Carl Hagenbeck befand sich eine Familie mit dem Nachnamen Hempel unter den Schaustellerfamilien. Und diese Familie Hempel sei die einzige Schaustellerfamilie in der Gruppe Hagenbeck gewesen, welche sich an die Ordnungsvorschriften und Sauberkeitsvorschriften nicht gehalten hat. Nach der Aussage von Carls Sohn hat die Familie Hempel ihren Müll unter ihren Wagen gekippt. Die restlichen Angehörigen der Schaustellergruppe von Hagenbeck folgerten aus dem äußeren Chaos auch das innere Chaos der Familie Hempel in ihrem Wagen sowie die Neigung der Angehörigen von der Familie Hempel, die ungeordneten Gegenstände ihrer Behausung unter das Sofa zu kehren. So verbreitete sich nach der Aussage von Carl Hagenbecks Sohn die Redewendung Wie bei Hempels unterm Sofa in sehr vielen Orten.

## Namensträger

### A
- Adolf Hempel (1915–1971), deutscher Offizier in der Luftwaffe der Wehrmacht und der Luftwaffe der Bundeswehr
- Amy Hempel (* 1951), US-amerikanische Schriftstellerin
- Andreas Hempel (* 1958), deutscher Judoka und IJF-Kampfrichter
- Annie Höfken-Hempel (1900–1965), deutsche Bildhauerin
- Anouska Hempel (* 1941), neuseeländische Schauspielerin und Innenarchitektin

### B
- Bernhard Hempel (1820–1882), deutscher Architekt
- Bruno Hempel (1876–1937), deutscher Politiker (SPD)

### C
- Carl Gustav Hempel (1905–1997), deutscher Philosoph
- Christian Hempel (Bildhauer) (1937–2015), deutscher Restaurator und Bildhauer
- Christian Friedrich Hempel († 1757), deutscher Jurist, Biograf und Herausgeber
- Christian Gottlob Hempel (1748–1824), deutscher Schriftsteller und Philologe
- Christoph Hempel (* 1946), deutscher Oboist, Komponist, Musikwissenschaftler und Hochschullehrer
- Claudia Hempel (* 1958), deutsche Schwimmerin
- Claus Hempel (1883–1952), deutscher Generalmajor der Luftwaffe der Wehrmacht

### D
- Dieter Hempel (* 1947), deutscher Fußballspieler
- Dietmar Hempel (* 1953), deutscher Fußballspieler
- Dirk Hempel (Literaturwissenschaftler) (* 1965), deutscher Literaturwissenschaftler und Hochschullehrer
- Dirk Hempel (Fußballspieler) (1973–2017), deutscher Fußballspieler

### E
- Eberhard Hempel (1886–1967), deutscher Kunsthistoriker und Hochschullehrer
- Eduard Hempel (1887–1972), deutscher Diplomat
- Ernst Hempel (1856–1913), deutscher Mundartdichter
- Ernst Wilhelm Hempel (1745–1799), deutscher evangelischer Theologe
- Erwin Hempel (1907–2004), deutscher Unternehmer
- Eva Hempel (1936–2020), deutsche Landwirtin, Mitglied des ZK der SED

### F
- Florian Hempel (* 1990), deutscher Dartspieler und Handballtorwart
- Frank Hempel (* 1959), deutscher Politiker (SPD)
- Franz Guido Hempel (1818–1885), deutscher Rittergutsbesitzer und Politiker
- Fred Hempel (* 1951), deutscher Ringer
- Frieda Hempel (1885–1955), deutsche Opernsängerin (Sopran)
- Friedrich Carl Hempel (1876–1953), deutscher Komponist und Organist
- Friedrich Ferdinand Hempel (1778–1836), deutscher Jurist und Schriftsteller
- Fritz Hempel (1869–nach 1929), deutscher Kapellmeister und Gesangslehrer

### G
- Gaudentz Hempel, Schweizer Glockengießer
- Georg Hempel (Politiker, 1847) (1847–1904), deutscher Rittergutsbesitzer, Industrieller und Politiker, MdR
- Georg Hempel (Künstler) (1894–1969), deutscher Scherenschneider, Maler und Kunsthandwerker
- Georg Hempel (Politiker, 1903) (1903–nach 1975), deutscher Unternehmer und Politiker (LDPD)
- Georg Hempel (Pharmazeut) (* um 1966), deutscher Pharmazeut und Hochschullehrer
- Georg Carl Ludwig Hempel (1770–1849), deutscher Pfarrer und Pomologe
- Gerhard Hempel (1903–1991), Oberbürgermeister in Weimar (1946–1948)
- Gerhard Hempel (Designer) (1928–2004), deutscher Industriedesigner
- Gotthilf Hempel (* 1929), deutscher Meeresbiologe
- Günter Martin Hempel (* 1945), deutscher Staatswissenschaftler und Stadtführer
- Gustav Hempel (Autor) (1804–1864), deutscher Autor und Landeskundler
- Gustav Hempel (Verleger) (1819–1877), deutscher Verleger
- Gustav Hempel (Forstwissenschaftler) (1842–1904), deutscher Forstwissenschaftler

### H
- Hannes Hempel (* 1973), österreichischer Radrennfahrer
- Hans-Peter Hempel (1934–2024), deutscher Politikwissenschaftler und Yogalehrer
- Heino Hempel (* 1920), deutscher Lehrer, Fachschuldirektor und Denkmalpfleger
- Heinz Hempel (1918–1998), deutscher Fußballspieler
- Helmut Hempel (1934–2008), deutscher Judoka
- Henry Hempel (1932–2015), deutscher Judoka
- Hermann Carl Hempel (1848–1921), deutscher Maler der Düsseldorfer Schule sowie Direktor der Kunsthalle Düsseldorf
- Horst Hempel (1910–1990), deutscher SS-Hauptscharführer.

### I
- Ilse Hempel Lipschutz (1923–2005), US-amerikanische Romanistin

### J
- Jakub Hempel (1762–1831), polnischer Architekt
- Jan Hempel (* 1971), deutscher Wasserspringer
- Jane Hempel (* 1947), deutsche Schauspielerin
- Joachim Hempel (Architekt) (1744–1810), polnischer Architekt
- Joachim Hempel (Offizier) (1787–1874), polnischer Offizier
- Joachim Hempel (Theologe) (* 1949), deutscher evangelischer Theologe und Domprediger in Braunschweig
- Johann Gottfried Hempel (1752–1817), deutscher Mediziner
- Johannes Hempel (Theologe, 1891) (1891–1964), deutscher Theologe und Hochschullehrer
- Johannes Hempel (Filmregisseur) (1917–1998), deutscher Trickfilm- und Dokumentarfilmregisseur
- Johannes Hempel (1929–2020), deutscher evangelischer Theologe und Bischof in Sachsen
- Josef von Hempel (Sebastian Josef Ritter und Edler von Hempel; 1800–1871), österreichischer Maler und Schriftsteller
- Julizs Hempel (1877–?), Geigen- und Gitarrenbauer
- Jurjen Hempel (* 1961), niederländischer Dirigent

### K
- Karen Hempel (* 1971), deutsche Schauspielerin
- Karin Hempel-Soos (Pseudonym Katherina Koslowsky; 1939–2009), deutsche Schriftstellerin
- Karl Hempel (Politiker) (1827–1899), deutscher Gutsbesitzer und Politiker, MdR
- Karl Hempel (Luftschiffer) (1884–1916), deutscher Kapitänleutnant
- Karl Hempel (Mediziner) (1923–2018), deutscher Chirurg und Standespolitiker
- Karl-August Hempel (1930–2011), deutscher Physiker
- Klaus Hempel (* 1947), deutscher Sportvermarkter
- Konrad Hempel (* 1973), deutscher Künstler
- Kurt Hempel (General) (1857–1922), sächsischer Generalleutnant
- Kurt Hempel (Politiker) (1894–nach 1952), deutscher Politiker (SPD, USPD, KPD, SED) und Ingenieur

### L
- Lothar Hempel (* 1966),  deutscher Künstler
- Lucian Hempel (1831–1906), deutscher Unternehmer, Verleger und Politiker
- Ludwig Hempel (1922–2011), deutscher Geograph

### M
- Max Hempel (Musiker) (1877–1959), deutscher Musiker und Komponist
- Max Hempel, ein Pseudonym von Jan Appel (1890–1985), deutscher Revolutionär und Politiker (KPD, KAPD)
- Mechthild Hempel (1925–2012), deutsche Malerin und Graphikerin

### O
- Oswald Hempel (1895–1945), deutscher Puppenspieler
- Oswin Hempel (1876–1965), deutscher Architekt
- Otto Hempel (1858–1903), deutscher Klassischer Philologe und Schulleiter

### P
- Paul Hempel (Pädagoge) (1847–1907), Lübecker Pädagoge und Politiker
- Paul Hempel (Leichtathlet) (1890–1950), deutscher Marathonläufer
- Paul Schmid-Hempel (* 1948), Schweizer Biologe und Hochschullehrer für Experimentelle Ökologie
- Peter Hempel (* 1959), deutscher Kanurennsportler

### R
- Richard Hempel (Geodät) (1857–1930), deutscher Geodät
- Richard Hempel (Schiedsrichter) (* 1997), deutscher Fußballschiedsrichter
- Roland Hempel (* 1928), deutscher Fußballspieler
- Rolf Hempel (1932–2016), deutscher Kirchenmusiker, Komponist und Hochschulrektor
- Ronald Hempel (* 1955), deutscher Radsportler
- Rose Hempel (Rosemarie Hempel; 1920–2009), deutsche Ostasienwissenschaftlerin
- Rudi Hempel (1911–1947), deutscher Arbeiterfunktionär und Widerstandskämpfer
- Rudolf Hempel (1911–nach 2000), deutscher evangelischer Geistlicher, Theologe, Redakteur und Schriftsteller
- Ruth Hempel, deutsche Hochseilartistin, siehe Camilla Mayer

### S
- Sandra Hempel (* 1972), deutsche Jazzgitarristin
- Sebastian Hempel (1593–1650), deutscher Jurist, Direktor des Hofgerichts Stettin
- Stefan Hempel (Moderator) (* 1974), deutscher Sportmoderator und -kommentator
- Stefan Hempel (Musiker) (* 1980), deutscher Violinist und Hochschulprofessor

### T
- Tinko Hempel (* 1978), deutscher politischer Beamter (BSW)
- Tobias Hempel (1738–1820), deutscher Politiker, Bürgermeister von Zwickau

### U
- Udo Hempel (* 1946), deutscher Radrennfahrer

### W
- Walter Hempel (1887–1939), deutscher Fußballspieler
- Walther Hempel (1851–1916), deutscher Chemiker
- Werner Hempel (Bildhauer) (1904–1980), deutscher Bildhauer und Restaurator
- Werner Hempel (Ingenieur) (1910–nach 1954), deutscher Ingenieur
- Werner Hempel (Botaniker) (1936–2012), deutscher Botaniker
- Werner Hempel (Bildhauer, 1940) (1940–1997), deutscher Bildhauer und Graveur
- Wido Hempel (1930–2006), deutscher Romanist
- Wolfgang Hempel (Sportjournalist) (1927–2004), deutscher Sportjournalist
- Wolfgang Hempel (Archivar) (* 1931), deutscher Archivmanager
- Wolfgang Hempel (Sportjournalist, 1935) (* 1935), deutscher Sportjournalist